# Melhus
Melhus là một đô thị hạt Trøndelag, Na Uy. Nó là một phần của khu vực Gauldalen. Trung tâm hành chính của đô thị này là làng Melhus.
Melhus được thành lập như khu đô thị ngày 1 tháng 1 năm 1838 (xem formannskapsdistrikt). Hølonda đã được tách ra từ Melhus vào năm 1860. Flå đã được tách ra từ Melhus năm 1880. Tuy nhiên, một lần nữa kết hợp với Melhus ngày 1 tháng 1 năm 1964. Horg được sáp nhập với Melhus cùng ngày.
Nông nghiệp là lĩnh vực quan trọng, và các vùng đất thấp rộng lớn trong các Thung lũng gần như bằng phẳng gần sông Gaula được thống trị bởi các lĩnh vực hạt. Nhiều người làm việc tại thành phố Trondheim, một thành phố cách 20 phút lái xe về phía bắc từ Melhus.